# Principski medosas
Principski medosas (Anabathmis hartlaubii) je vrsta ptice iz porodice Nectariniidae. Endem je otoka Príncipe, u državi Sveti Toma i Princip, uz zapadnu obalu Afrike u Gvinejskom zaljevu.